# Doroteia Maria de Saxe-Weimar
Doroteia Maria de Saxe-Weimar (14 de Outubro de 1641 - 11 de Junho de 1675), foi uma duquesa de Saxe-Weimar do ramo Ernestino da Casa de Wettin por nascimento e duquesa de Saxe-Zeitz por casamento.

## Vida

### Família
Nascida em Weimar, Doroteia Maria era a filha mais nova do duque Guilherme IV de Saxe-Weimar e da sua esposa, a princesa Leonor Doroteia de Anhalt-Dessau, filha do príncipe João Jorge I de Anhalt-Dessau. Recebeu o seu nome em homenagem à sua avó paterna, a princesa Doroteia Maria de Anhalt, que tinha já falecido há trinta anos quando ela nasceu.

### Casamento com Maurício da Saxónia e actividade no Principado de Saxe-Zeitz

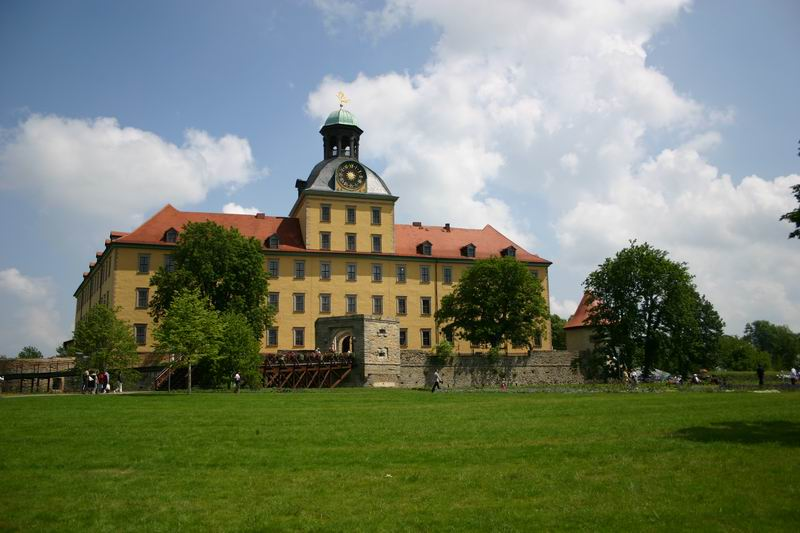
Palácio de Moritzburg, mandado construir pelo marido de Doroteia Maria em Zeitz.

É provável que Doroteia Maria tenha conhecido o duque Maurício de Saxe-Zeitz devido ao facto de este ser administrador do Bispado de Naumburg-Zeitz desde 1653 e de viver no Palácio da Cidade de Naumburg Além disso, desde 1646 que Maurício era membro da Sociedade Frutífera, cujo líder era o pai de Doroteia.
Maurício já se casara anteriormente, mas era viúvo desde 7 de Outubro de 1652. Quando o tradicional período de luto terminou, casou-se com Doroteia Maria, que tinha apenas quinze anos de idade na altura. Quando o pai de Maurício, o príncipe-eleitor João Jorge I da Saxónia, morreu, Maurício herdou a região de Zeitz como apanágio, tornando-se assim o fundador do ramo Saxe-Zeitz da Casa de Wettin.
Maurício era da opinião que o Palácio da Cidade de Naumburg não era adequado para uma pessoa do seu estatuto e chamou o arquitecto da corte do seu pai, Johann Moritz Richter, para discutir a criação de um magnifico palácio barroco, o Palácio de Moritzburg na sua nova cidade de Zeitz.
A principal tarefa do duque e da duquesa foi a recuperação económica do território e a recuperação das infraestruturas que tinham sido arrasadas durante a Guerra dos Trinta Anos.  Também se dedicaram a reconstruir o seminário de Zeitz. Mais tarde, Christoph Cellarius daria grande prestígio a esse mesmo seminário.
Doroteia Maria morreu no Palácio de Moritzburg, em Zeitz a 11 de Junho de 1675, aos trinta-e-três anos de idade, ao dar à luz a sua filha mais nova que morreu também nesse dia. Foi sepultada num magnífico sarcófago na cripta que fica por baixo da Catedral de São Pedro e São Paulo em Zeitz. O seu marido voltou a casar-se depois da sua morte. No entanto, não teve filhos do seu terceiro casamento, o que fez com que os descendentes da linha de Saxe-Zeitz viessem de Doroteia Maria. No entanto, a linha foi extinta na sua terceira geração, quando morreu o seu último descendente masculino. 

## Casamento e descendência
Doroteia Maria casou-se a 3 de Julho de 1656 em Weimar com Maurício, Duque de Saxe-Zeitz, filho mais novo do príncipe-eleitor João Jorge I da Saxónia e da sua segunda esposa, a duquesa Madalena Sibila da Prússia. Tiveram dez filhos:
1. Leonor Madalena de Saxe-Zeitz (30 de Outubro de 1658 - 26 de Fevereiro de 1661), morreu aos dois anos de idade.
2. Guilhermina Leonor de Saxe-Zeitz (nascida e morta em Setembro de 1659).
3. Edmunda Doroteia de Saxe-Zeitz (13 de Novembro de 1661 - 29 de Abril de 1720), casada com Cristiano II, Duque de Saxe-Merseburg; com descendência
4. Maurício Guilherme, Duque de Saxe-Zeitz (12 de Março de 1664 - 15 de Novembro de 1718), casado com a princesa Maria Amália de Brandemburgo; com descendência.
5. João Jorge de Saxe-Zeitz (27 de Abril de 1665 - 5 de Setembro de 1666), morreu aos dezassete meses de idade.
6. Cristiano Augusto de Saxe-Zeitz (9 de Outubro de 1666 - 23 de Agosto de 1725), Cardeal-Bispo de Gran (Esztergom) e Primata da Hungria.
7. Frederico Henrique, Duque de Saxe-Zeitz-Pegau-Neustadt (21 de Julho de 1668 - 18 de Dezembro de 1713), casado primeiro com a princesa Sofia Angélica de Württemberg-Oels; sem descendência. Casado depois com a princesa Ana Frederica Filipina de Schleswig-Holstein-Sonderburg-Wiesenburg; com descendência.
8. Maria Sofia de Saxe-Zeitz (3 de Novembro de 1670 - 31 de Maio de 1671), morreu aos seis meses de idade.
9. Madalena Sibila de Saxe-Zeitz (7 de Abril de 1672 - 20 de Agosto de 1672), morreu aos quatro meses de idade.
10. Guilhermina Sofia de Saxe-Zeitz (nascida e morta a 11 de Junho de 1675).

## Genealogia
| Doroteia Maria de Saxe-Weimar | Pai: Guilherme, Duque de Saxe-Weimar  | Avô paterno: João II, Duque de Saxe-Weimar           | Bisavô paterno: João Guilherme, Duque de Saxe-Weimar       |
| Doroteia Maria de Saxe-Weimar | Pai: Guilherme, Duque de Saxe-Weimar  | Avô paterno: João II, Duque de Saxe-Weimar           | Bisavó paterna: Doroteia Susana do Palatinado-Simmern      |
| Doroteia Maria de Saxe-Weimar | Pai: Guilherme, Duque de Saxe-Weimar  | Avó paterna: Doroteia Maria de Anhalt                | Bisavô paterno: João Jorge I, Príncipe de Anhalt-Dessau    |
| Doroteia Maria de Saxe-Weimar | Pai: Guilherme, Duque de Saxe-Weimar  | Avó paterna: Doroteia Maria de Anhalt                | Bisavó paterna: Leonor de Württemberg                      |
| Doroteia Maria de Saxe-Weimar | Mãe: Leonor Doroteia de Anhalt-Dessau | Avô materno: João Jorge I, Príncipe de Anhalt-Dessau | Bisavô materno: Joaquim Ernesto, Príncipe de Anhalt        |
| Doroteia Maria de Saxe-Weimar | Mãe: Leonor Doroteia de Anhalt-Dessau | Avô materno: João Jorge I, Príncipe de Anhalt-Dessau | Bisavó materna: Inês de Barby-Mühlingen                    |
| Doroteia Maria de Saxe-Weimar | Mãe: Leonor Doroteia de Anhalt-Dessau | Avó materna: Doroteia do Palatinado-Simmern          | Bisavô materno: João Casimiro, Conde do Palatinato-Simmern |
| Doroteia Maria de Saxe-Weimar | Mãe: Leonor Doroteia de Anhalt-Dessau | Avó materna: Doroteia do Palatinado-Simmern          | Bisavó materna: Isabel da Saxónia                          |